# João Batista da Silva Teles
João Batista da Silva Teles (Porto Alegre, 9 de fevereiro de 1844  — 24 de dezembro de 1893) foi um militar brasileiro.
Filho de Joaquim da Silva Teles e Queiroz e de Maria Joaquina Amália da Cunha, casou-se com Francisca de Mesquita, filha do Barão de Cacequi.
Sentou praça em 1864 e logo depois foi enviado para a Guerra do Paraguai, onde permaneceu até o fim e foi promovido a capitão, tendo sido ferido várias vezes.
Foi um rebelados que deram o estopim para a Proclamação da República, quando era comandante do 1º Regimento de Cavalaria, no Rio de Janeiro, chegando ainda a comandar interinamente toda a 2ª Brigada, no lugar do general José de Almeida Barreto e de Lobo Botelho.
Entre 1892 e 1893, comandou a Brigada Policial da Capital Federal, atual Polícia Militar do Estado do Rio de Janeiro. Na Revolução Federalista combateu os insurgentes na ilha do Governador, sendo ferido, a 14 de dezembro em uma emboscada, vindo a morrer devido aos ferimentos.